# MTV Eintracht Celle
Der MTV Eintracht Celle ist mit ca. 2600 Mitgliedern der größte und älteste Sportverein in Celle. Der Verein entstand im Jahr 2005 aus dem Zusammenschluss des MTV Celle von 1847 und des SV Eintracht Celle von 1910. Der MTV Eintracht Celle ist einer der mitgliedstärksten Sportvereine Niedersachsens und in der Celler Innenstadt beheimatet.
Mit über 100 Angeboten spricht der MTV Eintracht, über soziale und kulturelle Grenzen hinweg, Menschen aller Altersstufen an. Der Verein ist in der ganztägigen Bildung und Betreuung an Schulen aktiv.
Die Geschäftsstelle sitzt am Saarfeld (Herzog-Ernst-Ring 32, 29221 Celle), einem der größten vereinseigenen multifunktionalen Sportanlagen in der Region. „Wir bewegen Celle“ lautet das Motto des MTV Eintracht Celle, welches auch im Logo des Vereins zu lesen ist.

## Geschichte

### MTV Celle
Der MTV Celle ist einer von drei Vereinen in Niedersachsen, die vor dem Revolutionsjahr 1848 gegründet wurden. Im Zuge der Turnerbewegung des 19. Jahrhunderts verfolgte der Verein in seinen Gründungsjahren neben der körperlichen Ertüchtigung auch politische Ziele wie die Einigung des deutschen Vaterlandes. Die ersten Turnstunden fanden am 24. September 1847 statt. Übungsort war das Schützenzelt neben dem Schützenhaus auf der Mühlenmasch. 1860 nahm der Verein den Namen Männer-Turn-Verein-Celle an. Im Juli 1879 zog der Verein in einen Neubau der Stadt Celle an der Wallstraße um. Da die städtische Halle auch von Schulen mitgenutzt wurde, war der Vereinssportbetrieb nur eingeschränkt möglich. Langjährige Bemühungen um eine vereinseigene Halle waren letztendlich mit deren Einweihung im März 1913 von Erfolg gekrönt.
Seit 1900 hat der Verein auch Frauen-, Mädchen- und Knabenabteilungen. Die größten Erfolge im Mannschaftssport erreichten die Volleyballer des MTV, die nach diversen deutschen Juniorenmeistertiteln in den Saisons 1982/83 und 1985/86 in der Bundesliga spielten. Namhafte Individualsportler sind die in den 1950er Jahren erfolgreiche Fechterin Astrid Berndt sowie Anja von Rekowski, Vizeweltmeisterin im Judo von 1997, und die Leichtathletin Silke Knoll, die ihre Laufbahn beim MTV begannen. Mit vier deutschen Meistertiteln zwischen 1987 und 1990 ist der MTV außerdem einer der erfolgreichsten Vereine im Damen-Rollhockey.

### SV Eintracht Celle
Die Spielvereinigung Eintracht von 1910 entstand aus verschiedenen Fußballclubs und -vereinen nach einer Reihe verwirrender Zusammenschlüsse und Auflösungen. Zu nennen wären hier zunächst der FC Phönix von 1904 (aufgelöst 1910), der FC Eintracht 1910 und der 1905 gegründete FC Germania (aufgelöst 1908). Aus dem FC Eintracht 1910 wird zwischenzeitlich die Spielvereinigung Eintracht von 1919, der im gleichen Jahr noch die Spieler des im Ersten Weltkrieg vornehmlich aus Soldaten gegründeten FC Eiche beitreten. Am 6. Dezember 1919 entstand so die SV Eintracht von 1910. Dem neu gegründeten Verein schloss sich auch noch die 1919 entstandene Sportvereinigung von 1910 an, welche aus der Schülersportvereinigung von 1910 und dem SSV Hohenzollern von 1908 entstanden war.
Seit 1920 wurde im Verein auch Leichtathletik betrieben. Im Jahr 1926 gründete sich eine Hockey-Abteilung. Am 6. Juni 1926 konnte das in mehrjähriger Eigenleistung erstellte Fußballfeld mit einer 400-Meter-Aschenbahn eingeweiht werden. Eine (Feld-)Handballabteilung entstand 1946. Besonders erfolgreich waren die Damen zu Beginn der 50er Jahre mit dem Gewinn des niedersächsischen Meistertitels. Zu nennen wäre weiterhin die Tennisabteilung Eintracht, die 1927 gegründet wurde. Ein Jahr später konnten zwei Tennisplätze eingeweiht werden. In den 50er Jahren spielte man in Niedersachsens höchster Spielklasse. 1972 wurde ein eigenes Clubhaus errichtet. 1981 und 1988 wurde die Anlage um weitere Plätze auf nunmehr sechs erweitert. In den Jahren 1985 und 1992 waren die Herren Niedersachsenmeister. 1997 konnte die 2-Feld-Tennishalle errichtet und eingeweiht werden.
Neben der Tennis- zählt die Hockeyabteilung zu den erfolgreichsten im Verein. 1983 gelang den Herren der Aufstieg in die Hallenbundesliga. Die wohl erfolgreichste Individualsportlerin des Vereins ist Leslie-Ellen Lanz, mehrfache Deutsche Meisterin und Militär-Weltmeisterin 2004 im Taekwondo. Die Hockeyspielerin Nadine Ernsting-Krienke, Gold- und Silbermedaillen-Gewinnerin der Olympischen Spiele in Athen und Barcelona, begann ihre Laufbahn bei Eintracht Celle.

## Angebot
Das Angebot des MTV Eintracht Celle ist neben den üblichen Sportangeboten wie Fußball, Handball, Judo, Budokan, Schwimmen, Taekwondo, Lauftreff, Leichtathletik, Ultimate Frisbee, Turnen, Indiaca, Rollkunstlauf, Hockey, Aerobic, Line Dance und Square Dance, Dart, Sport für Kids mit Handicap, Cheerleading, Fechten, Karate, Schachsport, Tennis, Inline Skating, Kinderturnen, Kickboxen auch im Gesundheitssport, das unter anderem Wirbelsäulengymnastik, Funktionsgymnastik, Nordic Walking, Herzsport, Frauengymnastik, Yoga und Fördersport umfasst, vertreten. Dafür wurde der MTV Eintracht Celle vom Deutschen Olympischen Sportbund sowie vom Deutschen Turner-Bund mit dem Gütesiegel Sport pro Gesundheit und Pluspunkt Gesundheit ausgezeichnet.

## Fußball

### Fußball im SV Eintracht
Die Fußballer des SV Eintracht spielten von 1954 bis 1959 in der Amateurliga Heide, seinerzeit die zweithöchste Amateurliga Niedersachsens. Nach der Ligareform von 1964 spielte die Mannschaft in der Bezirksliga Heide weiter und wurde dort 1969 Vizemeister hinter Eintracht Lüneburg. Drei Jahre später stieg die Eintracht in die Bezirksklasse ab und wurde in der folgenden Saison 1972/73 in die Kreisliga durchgereicht. Erst 1976 kehrte die Mannschaft in die Bezirksklasse zurück, stieg dann aber drei Jahre später erneut in die Kreisliga ab. Mit dem Abstieg in die 1. Kreisklasse im Jahre 1981 erreichte der Verein seinen sportlichen Tiefpunkt. Mitte der 1980er Jahre erlebte der SV Eintracht einen sportlichen Aufschwung. Vier Aufstiege in fünf Jahren bugsierten den Verein 1987 in die Bezirksoberliga Lüneburg. Nach einem fünften Platz in der Aufstiegssaison ging es langsam bergab. 1991 ging es hinunter in die Bezirksliga und 1994 folgte der Abstieg in die Bezirksklasse.
In der Saison 1997/98 wurde der SV Eintracht dort Vizemeister hinter dem MTV Borstel-Sangenstedt und kehrte nach einem 3:1-Sieg im Entscheidungsspiel gegen den TuS Hertha Betzendorf in die Bezirksliga zurück. Es folgte jedoch der direkte Wiederabstieg. In der folgenden Saison 1999/2000 wurde die Eintracht erneut Vizemeister der Bezirksklasse, dieses Mal hinter dem SV Dicle Celle. Erneut gab es ein Entscheidungsspiel um den Aufstieg, welches die Mannschaft mit 3:2 nach Verlängerung gegen den Bevenser SV Union gewann. Zwei Jahre später wurde der SV Eintracht Vizemeister der Bezirksliga hinter dem Lüneburger SV. Es folgte wieder ein Entscheidungsspiel, welches mit 3:1 gegen den Grodener SV gewonnen wurde und der Mannschaft den Aufstieg in die Landesliga Lüneburg einbrachte. Im Jahre 2005 stieg der SV Eintracht als Drittletzter wieder ab. Der SV Eintracht brachte mit Oliver Lerch einen späteren Profi hervor.

### Fußball im MTV
Die Fußballer des MTV Celle spielten jahrzehntelang lediglich auf Kreisebene. Der sportliche Aufschwung begann im Jahre 1983 mit dem Aufstieg in die Bezirksklasse, dem ein Jahr später der Durchmarsch in die Bezirksliga folgte. Bereits im Jahre 1986 folgte als Vizemeister der Aufstieg in die Bezirksoberliga Lüneburg nach der Vizemeisterschaft hinter dem TuS Neetze. In der folgenden Saison stieg der MTV jedoch als Tabellenletzter wieder ab. Erst im Jahre 1990 gelang der Wiederaufstieg in die Bezirksoberliga, wo die MTV-Kicker auf Anhieb Vierte wurden. In den folgenden Jahren fiel die Mannschaft langsam in der Tabelle zurück und mussten im Jahre 1995 als Vorletzter wieder in die Bezirksliga absteigen. Dort folgte in der Saison 1995/96 der nächste Abstieg. Beim Spiel gegen den TuS Jahn Hollenstedt-Wenzendorf sorgten MTV-Anhänger beim Stand von 4:2 für den MTV für einen Spielabbruch. Die Partie wurde als 0:2-Niederlage gewertet. Genau diese Punkte hätten zum Klassenerhalt gefehlt. Der Verein zog die Mannschaft daraufhin freiwillig in die Kreisliga zurück. Es folgten mehrere Jahre in der Kreisliga, ehe die MTV-Fußballer im Jahre 2005 die Meisterschaft feiern konnten.

### Nach der Fusion
Der MTV Eintracht startete in der Saison 2005/06 in der Bezirksliga. Dort begann der neue Verein mit zwei dritten Plätzen in Folge. Im Jahre 2006 bestand dabei die Möglichkeit zum Aufstieg in die Bezirksliga, die jedoch nach einer 6:7-Niederlage im Elfmeterschießen gegen den TSV Debstedt vergeben wurde. Im Jahre 2012 musste die Mannschaft in die Kreisliga Celle absteigen. Dort gelang der sofortige Wiederaufstieg, bevor der MTV Eintracht in der Saison 2013/14 auf Anhieb Vizemeister hinter dem TV Jahn Schneverdingen wurde. Ein Jahr später gelang dann als Meister der Aufstieg in die Landesliga. Eine geplante Fusion mit dem TuS Celle FC, der im MTV Eintracht aufgehen sollte, scheiterte indes am Veto der TuS-Mitglieder. Im Jahre 2017 gelang der Aufstieg in die Oberliga Niedersachsen, dem der direkte Wiederabstieg als Vorletzter der Saison 2017/18 folgte. In der Saison 2018/19 gelang der erneute Aufstieg in die Oberliga Niedersachsen.
Ein Jahr später gewann der MTV Eintracht durch einen 3:2-Sieg über den MTV Gifhorn den Niedersachsenpokal der Amateure und qualifizierte sich erstmals für den DFB-Pokal. Dort trafen die Celler in der ersten Runde auf den Bundesligisten FC Augsburg, die das Spiel deutlich mit 7:0 gewannen. Wegen der COVID-19-Pandemie tauschten die Mannschaften das Heimrecht. Die Saison 2020/21 wurde wegen der Pandemie abgebrochen und annulliert. Zum Zeitpunkt des Abbruchs waren die Celler Tabellenletzter. In der folgenden Saison 2021/22 wurde der MTV Eintracht Vorletzter der Staffel Weser-Ems/Lüneburg und wurde dann Erster der Abstiegsrunde. Am Ende der Saison 2024/25 stiegen die Celler wieder in die Landesliga ab.

### Stadion
Die Heimspiele werden in der Immobilien-Wilharm-Arena ausgetragen. Das Stadion hat eine Kapazität von 1.500 Zuschauerplätzen und war zuvor als Eintracht-Sportpark bekannt.

### Erfolge
- Teilnahme am DFB-Pokal: 2020/21
- Niedersachsenpokalsieger der Amateure: 2019/20
- Meister der Landesliga Lüneburg: 2017, 2019
- Meister der Bezirksliga Lüneburg 2: 2015

## Trainingsgelände/Sportstätten
Der MTV Eintracht Celle verfügt über drei Sportstätten. Zwei der Sportstätten befinden sich an der Nienburger Straße, wobei an der Immobilien-Wilharm-Arena die Spiele des Oberligaclubs ausgetragen werden und daneben ein kleiner Platz zum Training verfügbar steht. Zudem gibt es an der Nienburger Straße ein weiteres Trainingsgelände mit vier großen Plätzen, welches meist von den Fußballern genutzt wird und zwischen den beiden Sportstätten ein Trainings- und Spielplatz für die Hockeysparte des MTV Eintracht Celle. Ein weiteres Trainingsgelände befindet sich am Herzog-Ernst-Ring, welches wiederum drei große Fußballfelder besitzt und darüber hinaus eine Laufbahn für die Sparte der Leichtathletik. Außerdem bietet die Sportstätte Räumlichkeiten, um auch Kurse wie beispielsweise Funktionstraining oder Gymnastik zu ermöglichen.

## Vorstandsvorsitzende
Die Liste führt bis 2005 die Vorstandsvorsitzenden des MTV Celle und ab 2005 die des MTV Eintracht Celle auf.
- 1847–1853: Dr. jur. Lauenstein
- 1853–1860: Peter Schröck
- 1860–1862: Hemmelmann
- 1862–1865: Roeloffs
- 1865–1867: Abenhausen
- 1867–1870: Friedrichs
- 1870–1872: Gieseke
- 1872–1874: Lottmann
- 1874–1886: Siebrecht
- 1886–1892: Lottmann
- 1892–1899: Hünecke
- 1899: Fitschen
- 1899–1919: Bade, Carl
- 1919–1937: Brockmann, Wilhelm
- 1937–1946: Marheineke, Heinrich
- 1946: Dr. Rüggeberg, H.
- 1947–1956: Burggraf
- 1956–1965: Hinsch, Lothar
- 1965–1980: Dr. Lerche, Fr.
- 1980–1985: Prüße, Helmut
- 1985–1987: Dr. Lerche, Fr.
- 1987–2005: Prass, Jan
- 2005–2010: Prass, Jan
- 2010–2016: Blidon, Ralf
- 2016–2020: Rohr, Klaus
- ab 2020: Torben Schiewe